# Shezwae Powell
Shezwae Powell (Riverside, ...) è un'attrice, cantante e insegnante statunitense.

## Carriera
Ha recitato in diversi musical a Los Angeles, Broadway e a Londra, tra cui Hair (Off Broadway, 1967; Los Angeles, 1968), Jesus Christ Superstar (Broadway, 1971), Tricks (Broadway, 1973), Raisin (Washington, 1973), Let My People Come (Off Broadway, 1974), Timbuktu! (Broadway, 1974), Ain't Misbehavin' (Londra, 1979), La piccola bottega degli orrori (Londra, 1983), King (Londra, 1990), Children of Eden (Londra, 1991), 70, Girls, 70 (Londra, 1991), Once on this Island (Londra, 1994), Carousel (Londra, 1995), Il re ed io (Londra, 1996), The Goodbye Girl (Londra, 1997), La bella e la bestia (Londra, 1998) e Follies (Londra, 2002).
Attualmente si è ritirata dalle scene e insegna recitazione nella nativa Riverside.

## Filmografia

### Cinema
- Supergirl - La ragazza d'acciaio (Supergirl), regia di Jeannot Szwarc (1984)

### Televisione
- The Tomorrow People - serie TV, 3 episodi (1992)
- Painted Lady, regia di Julian Jarrold - film TV (1997)
- Bugs - Le spie senza volto - serie TV, 3 episodi (1998-1999)
- A Christmas Carol, regia di Catherine Morshead - film TV (2000)